# Estivaus
Estivaus (en francès Estibeaux) és un municipi francès situat al departament de les Landes i a la regió de la Nova Aquitània.

## Demografia
| 1962                                       | 1968 | 1975 | 1982 | 1990 | 1999 | 2007 |
| ------------------------------------------ | ---- | ---- | ---- | ---- | ---- | ---- |
| 495                                        | 524  | 456  | 479  | 503  | 502  | 568  |
| Des de 1962: població sense dobles comptes |      |      |      |      |      |      |

## Administració
| Període   | Identitat       | Partit |
| --------- | --------------- | ------ |
| 1980-2001 | Gaston Lamarque |        |
| 2001-     | Danielle Bérot  |        |